# 공군총감

공군총감기

공군총감(空軍總監, 독일어: Inspekteur der Luftwaffe 인스펙토이어 데어 루프트바페[*])은 독일 연방방위군 공군의 최선임 장교이다. 총감은 공군의 인적 물적 자원 준비를 책임지며 연방국방부 장관에게 직접 보고한다. 현재 공군총감은 잉고 게르하르츠다.
공군총감은 베를린에  소재한 공군사령부의 장으로 연방방위군 장군총감 등과 더불어 연방방위군 군사지도평의회를 구성한다. 초대 공군총감 요제프 캄후버는 대장 계급이었지만 그것이 유일한 예외이고 공군총감과 공군부감은 모두 중장(Generalleutnant) 계급이 부임한다.

## 역대 공군총감
1. 대장 요제프 캄후버 (1957년 6월 1일 - 1962년 9월 30일)
2. 중장 베르너 파니츠키 (1962년 10월 1일 - 1966년 8월 25일)
3. 중장 요하네스 슈타인호프 (1966년 9월 2일 - 1970년 12월 31일)
4. 중장 귄터 랄 (1971년 1월 1일 - 1974년 3월 31일)
5. 중장 게르하르트 림베르크 (1974년 4월 1일 - 1978년 9월 30일)
6. 중장 프리드리히 오블레서 (1978년 10월 1일 - 1983년 3월 31일)
7. 중장 에버하르트 아이믈러 (1983년 4월 1일 - 1987년 9월 30일)
8. 중장 호르스트 융쿠르트 (1987년 10월 1일 - 1991년 3월 31일)
9. 중장 외르크 쿠에바르트 (1991년 4월 1일 - 1994년 9월 30일)
10. 중장 베른하르트 멘데 (1994년 10월 1일 - 1997년 9월 30일)
11. 중장 롤프 H. 포르츠 (1997년 10월 1일 - 2001년 3월 31일)
12. 중장 게르하르트 W. 바크 (2001년 4월 1일 - 2004년 1월)
13. 중장 클라우스 페터 슈티글리츠 (2004년 1월 12일 - 2009년 10월 29일)
14. 중장 아르네 크로이칭거야니크 (2009년 10월 29일 - 2012년 4월 25일)
15. 중장 카를 뮐르너 (2012년 4월 25일 - 현임)

## 참고 자료
- “Die Inspekteure der Luftwaffe”. 《Die Geschichte der Luftwaffe》. Luftwaffe. 2013년 11월 26일. 2014년 8월 9일에 확인함.